# 1622
Cette page concerne l'année 1622  du calendrier grégorien.
L'année 1622 est une année commune qui commence un samedi.

## Événements
- Mars : le Perse Chah Abbas Ier le Grand assiège Kandahar qui tombe après 45 jours. Jahangir demande à son fils Khurram de reprendre la ville, mais celui-ci refuse, craignant les intrigues de Nûr Jahân. Il se révolte mais est vaincu par l’armée impériale dirigée par son frère Parwez et le général Mahabat Khan (en) près de Delhi (1623). Il reste en exil jusqu’en 1625[1].

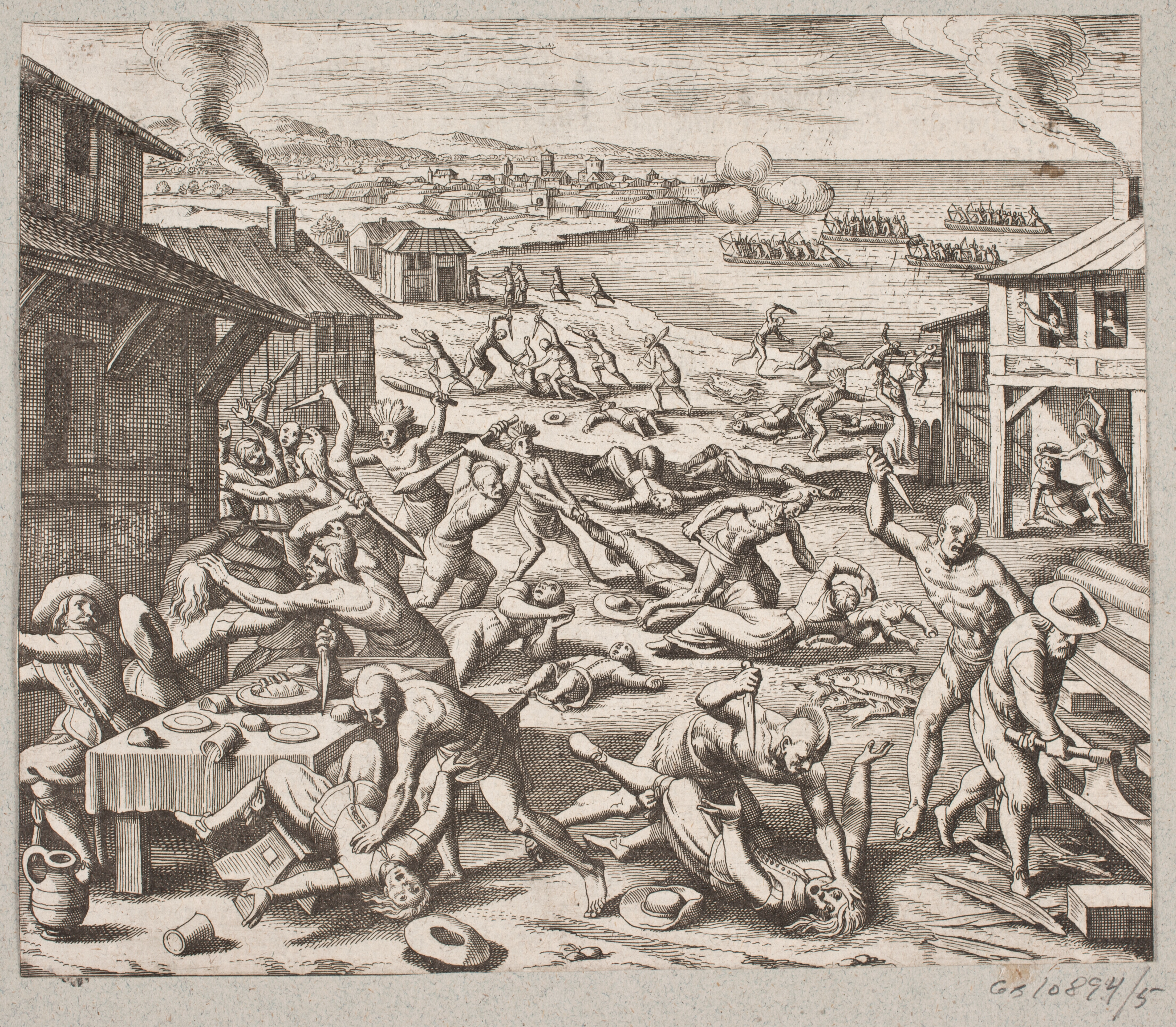
22 mars : massacre de Jamestown.

- 22 mars : attaques amérindiennes contre la colonie de Jamestown (fin en 1644). Les Amérindiens massacrent 347 colons en Virginie. Les survivants répliquent de façon impitoyable[2].
- 30 mars : le gouverneur espagnol du Yucatan envoie une expédition militaire contre les Itzás composée de 20 Espagnols et 140 Indiens sous la direction de Francisco de Mirones. Elle quitte Hopelchen (Campeche) et marche vers Tayasal, la capitale des Itzás. Elle est rejointe par un missionnaire franciscain, le père Delgado, qui devant la brutalité des soldats envers les Mayas quitte le convoi à Sacalum. Il se rend  à Tipu (Belize actuel) où il recrute 80 Mayas convertis qui l'accompagnent à Tayasal. D'abord bien reçus par les Itzás, tous sont sacrifiés aux dieux itzás dès leur entrée en ville[3].
- 22 avril : les Anglais alliés à la Perse prennent l'île d'Ormuz aux Portugais[4]. Les Portugais perdent le contrôle du commerce dans le golfe persique au profit des Anglais. Abbas Ier le Grand fonde le port de Bandar Abbas.

- 20 mai : le sultan ottoman Osman II, qui prétendait réformer les unités de janissaires est renversé et assassiné à la suite d’une révolte de ceux-ci. Les janissaires rappellent Mustafa Ier (fin de règne en 1623)[5].
- 24 juin : une flotte hollandaise de dix-sept vaisseaux commandée par l’amiral Kornelis Reyerszoon tente vainement une attaque de Macao[6].

- Juin : soulèvement de la secte du Lotus blanc mené par Xu Hongru, qui dévaste la plus grande partie de la province du Shandong, en Chine ; les révoltés bloquent le Grand Canal et menacent temporairement l’approvisionnement en grain de Pékin[7]. La révolte est écrasée à la fin de l'année par les forces impériales Ming[8].
- 11 juillet : après leur échec sur Macao, les Hollandais prennent possession des îles Pescadores (Penghu) d’où ils coupent le commerce portugais entre Macao et Goa. Ils sont chassés par les Chinois en 1624 et sont autorisés à s’installer à Taïwan[6].
- 20 août (10 août du calendrier julien)[9] : une patente instituant la province du Maine est accordée à Ferdinando Gorges et John Mason par le Conseil de Nouvelle-Angleterre à Plymouth. Ils obtiennent tout le pays entre le Merrimack et le Kennebec, qu'ils nomment Laconia. La colonisation du Maine et du New Hampshire commence en 1623[10].
- 10 septembre : cinquante-cinq chrétiens japonais, dont Inès Takeya, meurent dans le Grand martyre de Nagasaki[11].
- Une révolte des sujets chinois des Mandchous au Liaodong est sauvagement écrasée[7].

### Europe
- 6 janvier : mise en place de la congrégation de « Propaganda Fide », chargée de promouvoir et organiser l'évangélisation des peuples non-chrétiens des territoires d'outremer. La nouvelle Congrégation est officialisée par une bulle le 22 juin[12].
- 22 janvier : la garnison de Juliers se rend aux Espagnols de Spinola[13].

- 8 février : Jacques Ier d'Angleterre dissout le Parlement[14].

- 12 mars : canonisation d’Ignace de Loyola, de François Xavier, de Thérèse d'Avila, de Philippe Néri et d'Isidore le Laboureur par le pape Grégoire XV[15] : « Quatre espagnols et un saint », commentent les romains[16]...

- Printemps : incursion en mer Noire de Cosaques au service de la Pologne. Sac de Caffa[17].

- 27 avril : Tilly mène ses armées en Palatinat. Il est battu par Ernst von Mansfeld à la bataille de Mingolsheim[18].

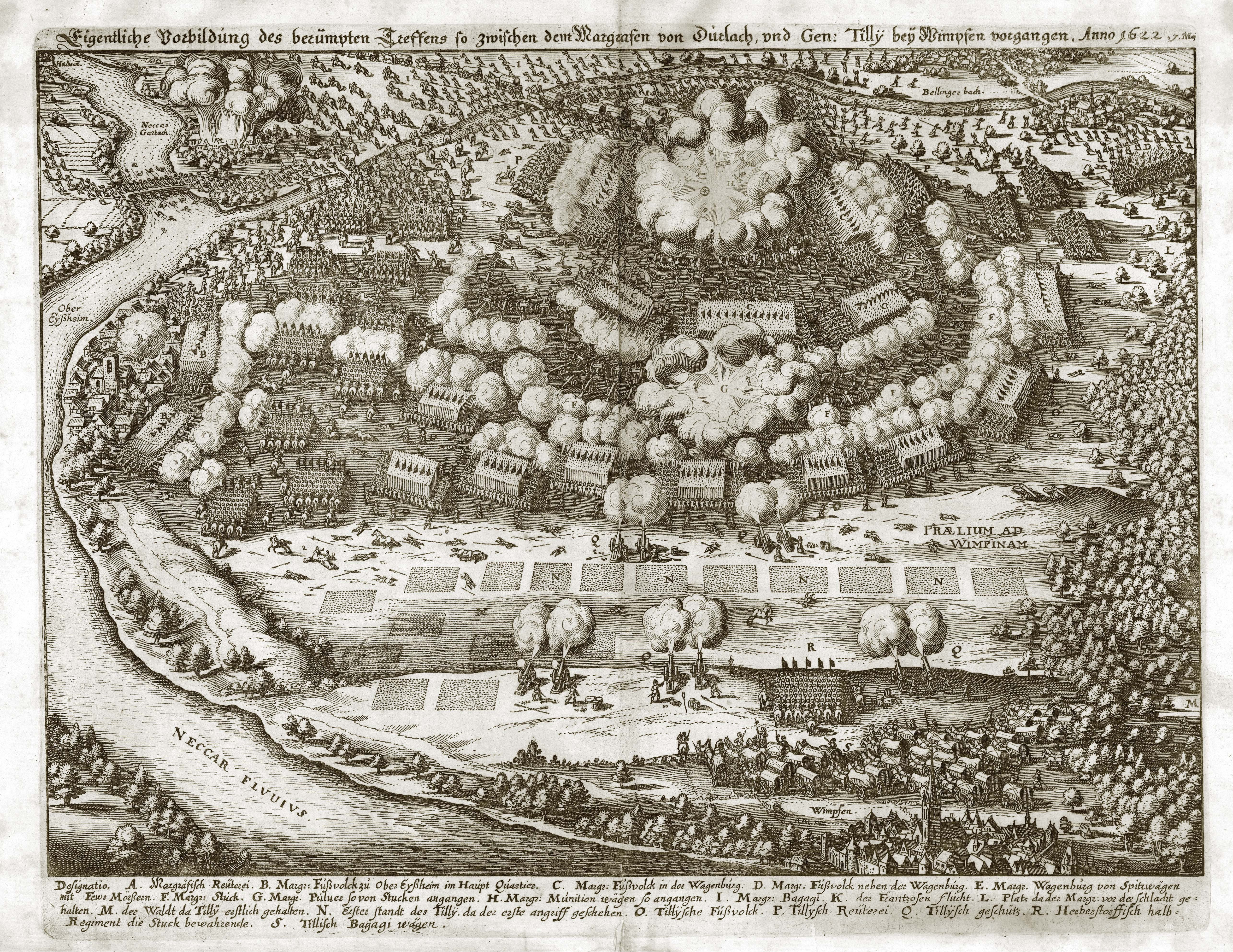
6 mai : bataille de Wimpfen.

- 6 mai : défaite des Protestants du margrave de Bade contre Tilly à la bataille de Wimpfen près de Heidelberg[19].

- 5 juin : début d'une intervention militaire du roi Sigismond III de Pologne contre les Cosaques zaporogues soulevés par l'hetman Marko Zhmailo. Stanisław Koniecpolski franchit le Boug et entre en Ukraine avec 8000 hommes[20] ; après l'échec d'une série d'engagements contre les Polonais, les officiers zaporogues désignent Mykhailo Dorochenko comme hetman, qui entame des négociations[21], conclues par une paix de compromis signée à Kurukove le 5 novembre 1625, près de l'actuelle Krementchouk[22]. Le nombre de cosaques enregistrés est limité à 6000 et les raids contre les Tatars de Crimée et l'empire ottoman interdits.

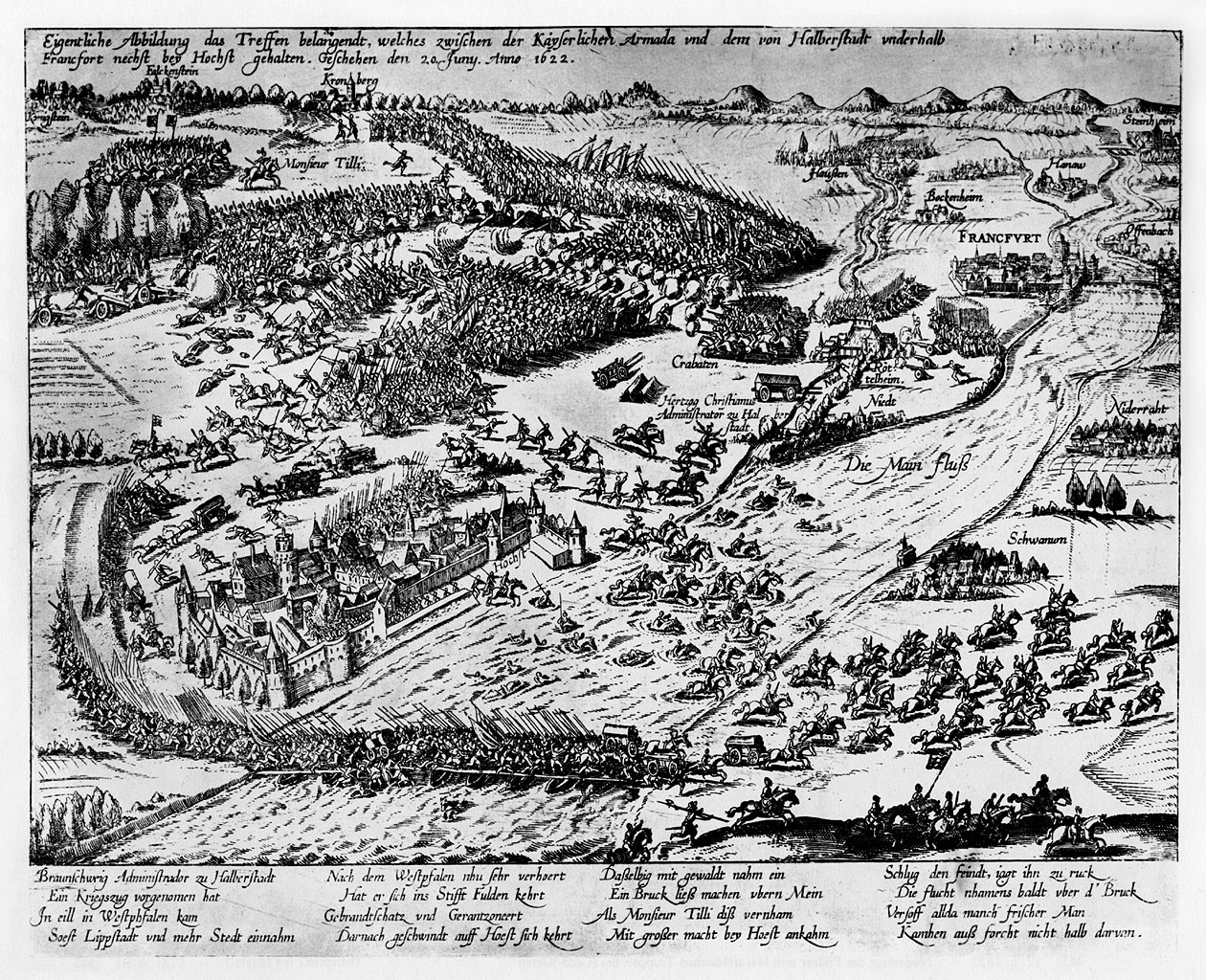
20 juin : bataille de Höchst, gravure contemporaine.

- 20 juin : défaite des Protestants de Christian de Brunswick à la bataille de Höchst[19].
- 22 juin : le pape fonde la Congrégation 'de Propaganda Fide', pour la promotion et coordination du travail missionnaire dans les territoires non-chrétiens[23].
- 13 juillet : Frédéric V du Palatinat licencie ses troupes et se réfugie à Sedan auprès du duc de Bouillon. L’armée de Mansfeld, bloquée en Alsace, traverse début août la Lorraine, qui est mise à sac par ses troupes ; elle  entre dans le pays messin et menace la Champagne, mais est rejetée sur les Pays-Bas par le duc de Nevers[24].
- 18 juillet : Spinola assiège Berg-op-Zoom (fin le 2 octobre)[25].

- 4 août : instructions aux prédicateurs adressées par le roi Jacques Ier d'Angleterre à l’archevêque de Cantorbéry George Abbot[26], contre la vigueur croissante des protestants extrémistes.
- 29 août : défaite de Mansfeld face aux Espagnols à la bataille de Fleurus[27].

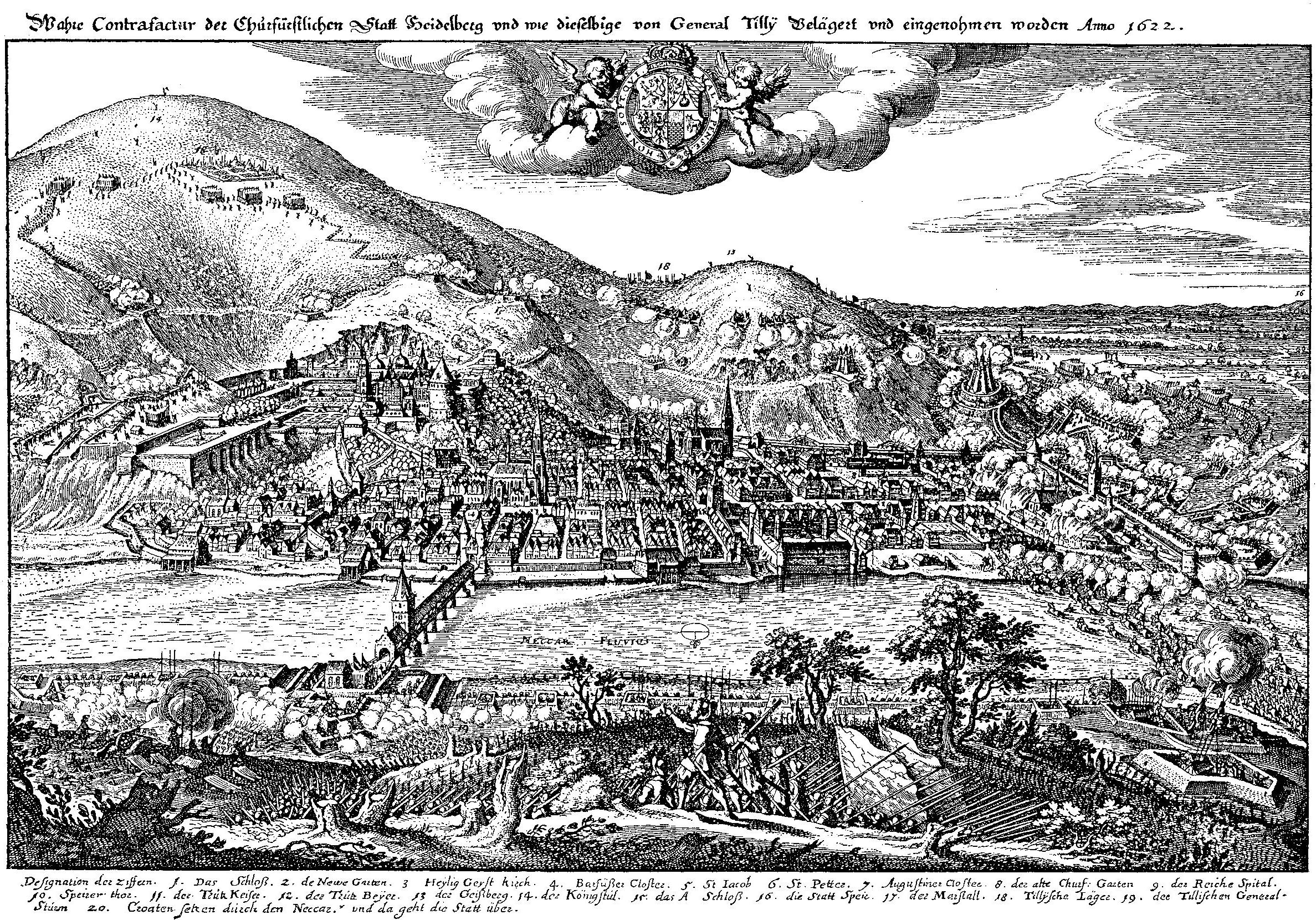
16 septembre : prise d'Heidelberg.

- 16 septembre : Tilly prend Heidelberg[19].

- 8 octobre : ouverture de l'Université de Salzbourg[28].
- 18 octobre : Le traité de Montpellier est signé entre le roi Louis XIII de France et le duc de Rohan, chef des forces huguenotes pour mettre fin aux rébellions huguenotes[29].
- Octobre : Mansfeld ravage la Frise orientale et le Comté d'Oldenbourg[30].

- 2 novembre : Tilly prend Mannheim[19].
- 14 décembre : le duc d’Albe devient vice-roi de Naples[31](1622-1629) à la suite de la révolte des Napolitains contre son prédécesseur Antonio Zapata y Cisneros.

- En Russie, le rôle du Zemski sobor est progressivement réduit (1622-1633) sous l’influence du patriarche de Moscou Philarète (Fédor Romanov)[32].

## Naissances en 1622
- 15 janvier : baptême de Jean-Baptiste Poquelin (Molière), dramaturge français († 17 février 1673).
- 23 janvier : Abraham Diepraam, peintre néerlandais († 16 juillet 1670).
- 11 février : baptême de Jacques Béjart, comédien français († 21 mai 1659).
- 27 février : Carel Fabritius, peintre néerlandais († 12 octobre 1654).
- 12 avril : Johann Christian von Boyneburg, conseiller intime de l'électeur de Mayence et Grand-Maréchal du même électeur († 8 décembre 1672).
- 30 avril : Giovanni Maria Morandi, peintre baroque italien de l'école florentine († 18 février 1717).
- 4 mai : Juan de Valdés Leal, peintre espagnol, sculpteur, doreur, graveur et architecte († 15 octobre 1690).
- 14 juin : baptême de Johannes Thysius, collectionneur et bibliophile nééerlandais, fondateur de la première bibliothèque publique néerlandaise, la Bibliotheca Thysiana à Leyde († en octobre 1653).
- 22 juin : Noël Cochin, peintre, dessinateur et graveur à l’eau-forte français († 1695).
- 27 septembre : Gerrit Lundens, peintre néerlandais († 11 juillet 1686).
- 15 octobre : Magnus Gabriel De la Gardie, homme d'état et militaire suédois († 26 avril 1686).
- Date précise inconnue :
  - Francisco Herrera el Mozo, peintre et architecte baroque espagnol († 25 août 1685).
  - Pierre Lallemant de l'Estrée, chevalier et bailli de Chalons-sur-Marne († 1680).
  - Johannes Lingelbach, peintre néerlandais († 1674).
  - Luo Mu, peintre de paysages et calligraphe chinois († 1706).

## Décès en 1622
- 9 janvier Alix Le Clerc, religieuse Lorraine, cofondatrice des Chanoinesses de Saint-Augustin de la Congrégation Notre-Dame, (°1576).
- 17 janvier : Ernest de Schaumbourg, comte de Schaumbourg et de Holstein-Pinneberg (° 24 septembre 1569).
- 24 janvier : Oda Nagamasu, daimyō, frère cadet de Oda Nobunaga, il se serait converti au christianisme (° 1547).
- 5 février : Martin Behm, pasteur allemand (° 16 septembre 1557).
- 11 février : Alfonso Fontanelli, compositeur, écrivain, diplomate, courtisan et aristocrate italien (° 15 février 1557).
- 19 février :
  - Frans Pourbus le Jeune, peintre brabançon (° vers 1569).
  - Henry Savile, helléniste anglais, directeur du Merton College (Oxford) et prévôt d'Eton (° 30 novembre 1549).
- ? février : Michelangelo Naccherino, sculpteur italien (° 6 mars 1550).
- 5 mars : Ranuce Ier Farnèse, duc de Parme (° 28 mars 1569).
- 10 mars : Georg Braun, topo-géographe et cartographe allemand (° 1541).
- 13 avril : Jeannette de Sayn-Wittgenstein, fille du comte Louis de Sayn-Wittgenstein (° 15 février 1561).
- 14 avril : Antoine Le Gaudier, religieux jésuite français (° 7 janvier 1572).
- 15 avril : Leandro Bassano, peintre maniériste italien de l'école vénitienne (° 1557).
- 17 avril : Richard Hawkins, navigateur, pirate et corsaire anglais (° vers 1562).
- 21 avril : Michelangelo Tonti, cardinal italien (° 1566).
- 24 avril : Fidèle de Sigmaringen, homme de loi, avocat puis prêtre capucin et éminent prédicateur du saint-Empire (° 1er octobre 1578).
- 6 mai : Eugenio Visdomini, écrivain poète et juriste italien (° 1540).
- 12 mai : Philippe Thomassin, graveur buriniste français (° 28 janvier 1562).
- 15 mai : Petrus Plancius, prédicateur calviniste, dessinateur, astronome et cartographe flamand (° 1552).
- 17 mai : Leonello Spada, peintre et graveur italien  (° 1576).
- 20 mai :
  - Osman II, sultan de l'Empire ottoman (° 15 novembre 1604).
  - Pedro Páez, prêtre jésuite et écrivain espagnol (° 1564).
- 4 juin : Fabien Ier de Dohna, officier germanique, burgrave de Dohna (° 26 mai 1550).
- 10 juin : Agostino Tornielli, religieux et savant italien (° 10 juin 1543).
- 15 juin : David Pareus, théologien protestant allemand (° 30 décembre 1548).
- 30 juin : Bernardino Cesari, peintre italien de l'école napolitaine (° 1571).
- 1er juillet : Jean du Ploich, prélat français (° vers 1555).
- 2 août : François II de La Valette-Cormusson, évêque français (° 1562).
- 7 août : Hasekura Tsunenaga, samouraï japonais (° 1571).
- 10 août : Giovanni Battista Viola, peintre baroque italien (° 16 juin 1576).
- 13 août : Henri de Gondi, cardinal et évêque de Paris (° 1572).
- 5 septembre : Bartolomé García de Nodal, navigateur espagnol (° 1574).
- 7 septembre : Denys Godefroy, jurisconsulte français (° 17 octobre 1549).
- 10 septembre - Les martyrs de Nagasaki : 
  - Richard de Sainte-Anne, prêtre liégeois, brûlé vif à Nagasaki (° 1585).
  - Sébastien Kimura, religieux jésuite japonais, brûlé vif à Nagasaki (° 1565).
  - Charles Spinola, prêtre italien, brûlé vif à Nagasaki (° janvier 1565).
- 15 septembre : Camille Costanzo, missionnaire jésuite italien (° novembre 1571).
- 17 septembre : Kyōgoku Takatomo, daimyō de l'époque Azuchi Momoyama et du début de l'époque d'Edo (° 1572).
- 25 septembre : Jacobus Sinapius, médecin et pharmacien bohémien (° 1575).
- 29 septembre : Conrad Vorstius, théologien germano-néerlandais (° 19 juillet 1569).
- 4 octobre : Claude-Louis de Buttet, historien français (° 1562).
- 9 octobre : Jean de Schleswig-Holstein-Sonderbourg, duc de Schleswig-Holstein-Sonderbourg (° 25 mars 1545).
- 13 octobre : François III de Rethel, noble français de la maison Gonzague (° 17 juin 1606).
- 17 octobre : Anne de Chantraine, brûlée à Waret-la-Chaussee ou à Liège (° 1605).
- 19 octobre : Pedro Fernández de Castro y Andrade, noble galicien qui fut vice-roi de Naples (° 1576).
- 20 octobre : Corneille Lancelotz, religieux flamand, membre de l'ordre des Ermites de Saint Augustin (° 1574).
- 2 novembre : Johann Lohel, chanoine prémontré du royaume de Bohême, archevêque de Prague (° 1549).
- 10 novembre : Léonard Kimura, religieux jésuite japonais, brûlé vif à Nagasaki (° ca 1575).
- 17 novembre : Pierre Biard, prêtre jésuite français (° 1567).
- 25 novembre : Giovanni Delfino, cardinal italien (° 1545).
- 27 novembre : Jean Savaron, magistrat, jurisconsulte et historien français Conrad Vorstius, théologien germano-néerlandais
- 7 décembre : Sophie de Brandebourg,  princesse de Brandebourg (° 6 juin 1568).
- 8 décembre : Valentin Schmalz, théologien et pasteur socinien d’origine allemande (° 12 mars 1572).
- 28 décembre : François de Sales, prélat Savoyard  et docteur de l’Église, cofondateur de l'Ordre de la Visitation (° 21 août 1567).
- 29 décembre : Johann Gottfried von Aschhausen, prince-évêque de Bamberg et de Wurtzbourg (° 12 août 1575).
- ? décembre : Rodrigo de Villandrando, peintre de cour espagnol (° 1588).

- Date précise inconnue :
  - Henry Ainsworth, théologien non conformiste britannique (° 1571).
  - Jaime Bleda, prêtre religieux dominicain (° 1550).
  - Giuseppe Bonachia, peintre et maître-céramiste italien (° 1562).
  - Márton Szepsi Csombor, pasteur, poète et écrivain hongrois (° 1595).
  - William Gager, juriste et ecclésiastique anglais (° 1555).
  - Gao Panlong, érudit et fonctionnaire chinois de la dynastie Ming (° 13 août 1562).
  - Gonzalo García de Nodal, navigateur espagnol (° 1569).
  - Giovanni Giacomo Imperiale Tartaro, 92e Doge de Gênes (° 1554).
  - Jehan Grisel, poète français (° 1567).
  - Francesco d'Isa, littérateur et dramaturge italien (° 1572).
  - Aurelio Lomi, peintre baroque italien (° 29 février 1556).
  - Pierre Maillart, religieux et musicologue belge (° 1550).
  - Andrew Melville, universitaire écossais, théologien et réformateur protestant (° 1er août 1545).
  - John Owen, poète d'origine galloise (° 1564).
  - Geronima Parasole, graveuse sur bois italienne (° vers 1569).
  - Pierre de Rohan-Guéméné, prince de Guéméné, baron de Mortiercrolles (° 1567).
  - Jack Ward, pirate anglais (° vers 1553).
  - William Welwod, juriste écossais (° 1578).

- 1621 ou 1622 :
- 'Abd ar-Ra'ūf ibn Tāj al-'Arifīn al-Munāwī, docteur de la loi chaféiste et spirituel soufi (° 1545).